# Stazioni di Myricaria germanica
Stazioni di Myricaria germanica este o arie protejată (arie specială de conservare — SAC, sit de importanță comunitară — SCI) din Italia întinsă pe o suprafață de 63 ha, integral pe uscat.

## Localizare
Centrul sitului Stazioni di Myricaria germanica este situat la coordonatele 44°48′12″N 7°08′28″E / 44.80341°N 7.141189°E.

## Înființare
Situl Stazioni di Myricaria germanica a fost declarat sit de importanță comunitară în septembrie 1995 pentru a proteja 7 specii de animale. Situl a fost protejat și ca arie specială de conservare în iulie 2016.

## Biodiversitate
Situată în ecoregiunea alpină, aria protejată conține 4 habitate naturale: Fânețe de joasă altitudine (Alopecurus pratensis, Sanguisorba officinalis), Râuri de munte și vegetația lor lemnoasă cu Salix elaeagnos, Păduri aluvionare cu Alnus glutinosa și Fraxinus excelsior (Alno-Padion, Alnion incanae, Salicion albae), Râuri de munte și vegetația lor lemnoasă cu Myricaria germanica.
La baza desemnării sitului se află mai multe specii protejate:
- nevertebrate (3): Austropotamobius pallipes, Euplagia quadripunctaria, Maculinea teleius
- pești (4): Barbus caninus, zglăvoacă (Cottus gobio), Salmo marmoratus, Telestes muticellus

Pe lângă speciile protejate, pe teritoriul sitului au mai fost identificate 1 specie de plante, 1 specie de nevertebrate.